# Comitas kirai
Comitas kirai là một loài ốc biển, là động vật thân mềm chân bụng sống ở biển trong họ Turridae.